# Sante
Sante  è un nome proprio di persona italiano maschile.

## Varianti
- Maschili: Santi[1][2][3][4]

## Origine e diffusione
Di origine incerta, le ipotesi sull'etimologia di Sante e della sua variante Santi sono sostanzialmente due: secondo alcune fonti è semplicemente una variante del nome Santo; alternativamente, potrebbe derivare da un'aferesi del nome di Ognissanti, una festività cristiana alla quale fanno riferimento anche i nomi Toussaint e Santoro (anche quest'ultimo caso, peraltro, potrebbe essere considerato una variante di Santo, dato che la radice - il latino sanctus - è la stessa).
La variante Santi è particolarmente frequente, anche se circoscritta ad alcune zone della Toscana e della Sicilia; entrambe le forme, inoltre, sono attestate anche al femminile. Incidentalmente, Santi è anche l'ipocoristico di Santiago in spagnolo e in catalano.

## Onomastico
L'onomastico si può festeggiare il 14 agosto, in memoria del beato Sante da Urbino (Giansante Brancorsini), frate francescano nel convento di Santa Maria di Scotaneto, oppure il 5 ottobre in ricordo del beato Sante da Cori, priore agostiniano.

## Persone
- Sante da Urbino, religioso italiano
- Sante Ancherani, dirigente sportivo, allenatore di calcio e calciatore italiano
- Sante Bentivoglio, signore di Bologna
- Sante Carollo, ciclista su strada italiano
- Sante Caserio anarchico italiano
- Sante Cattaneo, pittore italiano
- Sante Ceccherini, generale e schermidore italiano
- Sante da Cori, beato, presbitero agostiniano del 1300
- Sante De Sanctis, psichiatra e psicologo italiano
- Sante Gaiardoni, pistard e ciclista su strada italiano
- Sante Garibaldi, militare e imprenditore italiano
- Sante Graciotti, linguista e slavista italiano
- Sante Lombardo, scultore e architetto italiano
- Sante Monachesi, artista, pittore e scultore italiano
- Sante Notarnicola, ex terrorista e scrittore italiano
- Sante Pagnini, biblista italiano
- Sante Peranda, pittore italiano
- Sante Pollastri, fuorilegge e anarchico italiano
- Sante Zennaro, operaio italiano, medaglia d'oro al valor civile

### Variante Santi
- Santi di Tito, pittore italiano
- Santi Buglioni, scultore italiano
- Santi Buscema, ingegnere e architetto italiano
- Santi Consoli, storico, letterato e politico italiano
- Santi Correnti, storico italiano
- Santi Gucci, scultore e architetto italiano
- Santi Licheri, magistrato e personaggio televisivo italiano
- Santi Nicita, politico italiano
- Santi Pacini, fantino italiano
- Santi Paladino, giornalista italiano
- Santi Pulvirenti, compositore e musicista italiano
- Santi Quasimodo, generale italiano
- Santi Romano, giurista italiano
- Pier Santi Mattarella, politico italiano

## Il nome nelle arti
- Santi Fortebracci è un personaggio della serie televisiva L'onore e il rispetto.